# 寧海縣 (奉天)
寧海縣是清代奉天府所屬的一個縣。明置金州衞。雍正十二年（1734年）甲寅置寧海縣，隸奉天府，道光二十三年（1843年）癸卯改置金州廳。在今大連市金州區。